# Baía do Dvina

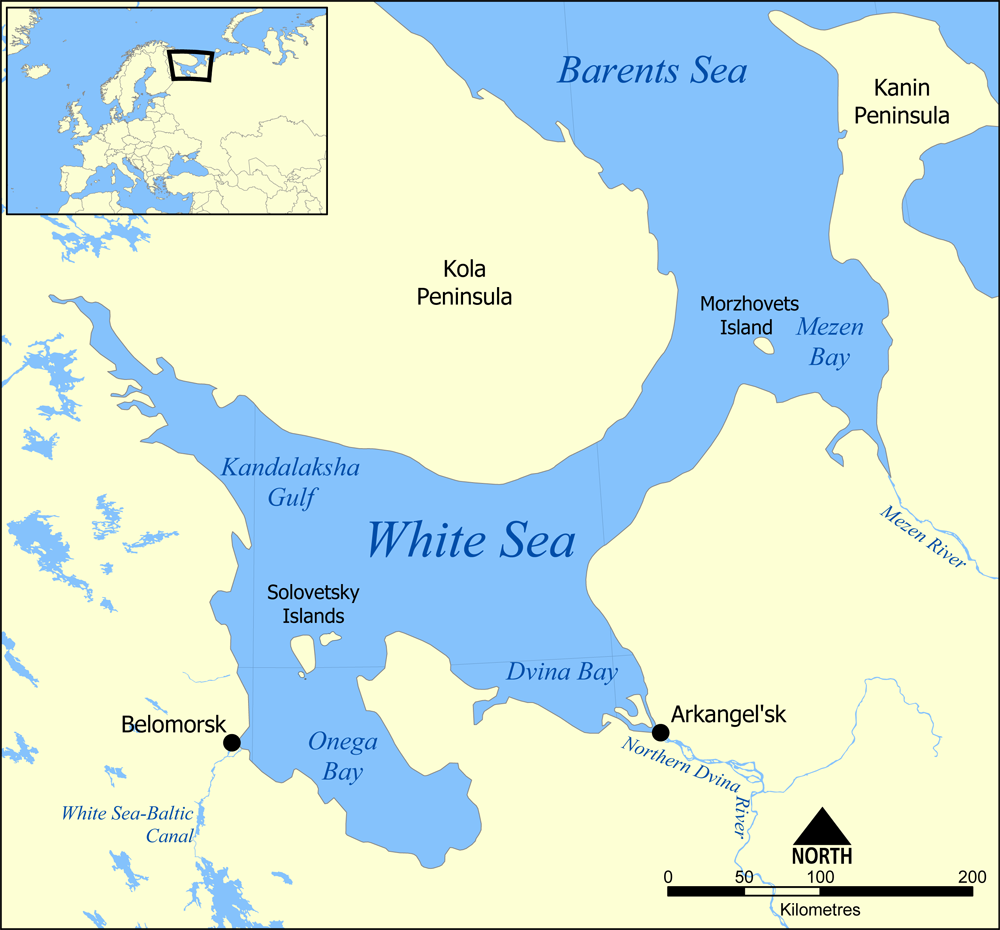
Localização das baías do mar Branco, entre as quais a baía do Dvina

A baía do Dvina (em russo:  Двинская губа, Dvinskaya Guba) é uma das quatro grandes baías do mar Branco — com o golfo de Kandalakcha e as baías de Menzen e Onega —, situada na parte interior, no extremo sul.
O rio Dvina Setentrional (748 km) é o principal rio que desagua na baía. As duas principais cidades na sua costa são Arcangel (356 051 habitantes em 2002) e Severodvinsk (193 200 habitantes em 2007). Administrativamente, pertence ao Óblast de Arcangel.